# فريدريك إم. لورانس
فريدريك إم. لورانس (بالإنجليزية: Frederick M. Lawrence)‏ هو مسير أعمال أمريكي، ولد في 1955 في بورت واشنطن (نيويورك) في الولايات المتحدة.